# Juventus Football Club 1993-1994
Questa voce raccoglie le informazioni riguardanti la Juventus Football Club nelle competizioni ufficiali della stagione 1993-1994.

## Stagione
(Maurizio Crosetti, 20 marzo 1994)
Rinforzatasi con gli acquisti di Sergio Porrini e Andrea Fortunato in difesa, nonché del futuro Soldatino Angelo Di Livio a centrocampo, la Juventus contese, assieme a Parma e Sampdoria, lo scudetto ai campioni in carica del Milan. In campionato i bianconeri ebbero un buon avvio tanto da issarsi in vetta il 31 ottobre 1993 assieme ai blucerchiati – con Roberto Baggio che, grazie alla tripletta nel 4-0 interno al Genoa, raggiunse quota 100 gol in Serie A –, ma da lì in avanti i rossoneri presero il largo rintuzzando gli attacchi della coppia Juve-Samp, che resse sino alla metà di marzo prima di abdicare; a fine torneo i piemontesi sopravanzarono i liguri chiudendo al secondo posto della graduatoria, a tre punti da un Milan comunque con due giornate di anticipo, e per la terza volta consecutiva, campione d'Italia.

Da destra: il Ballon d'Or Baggio con il giovane Alessandro Del Piero, quest'ultimo alla stagione d'esordio in maglia juventina e destinato, negli anni a venire, a raccogliere l'eredità in bianconero del Divin Codino.

L'esito del campionato rispettò l'altalenante – se non deludente, a fronte degli intenti della vigilia – annata juventina, a causa di «un gruppo di calciatori sbandati, un allenatore in congedo, una società che non esiste»: oltre al mancato raggiungimento di allori sportivi, infatti, lo spogliatoio si ritrovò anche distratto dall'irrompere del riassetto ai vertici d'inizio 1994, col prossimo insediamento di Umberto Agnelli che nel frattempo sfociò nel ritorno in società della bandiera Roberto Bettega, inizialmente affiancato allo storico dirigente Giampiero Boniperti ma già dopo poche settimane chiamato a raccogliere i «pieni poteri» del club.
In questo clima da redde rationem tra vecchia e nuova gestione, gli uomini di Giovanni Trapattoni fallirono l'appuntamento con la fase decisiva della stagione: più di tutti fu cocente l'epilogo del cammino in Coppa UEFA dove la Juventus, detentrice del trofeo, venne estromessa ai quarti di finale dai meno quotati connazionali del Cagliari, poi sorprendenti semifinalisti dell'edizione; un'eliminazione che, cosa rara nella storia bianconera, provocò una pesante contestazione da parte della tifoseria, financo ad aggressioni fisiche verso i giocatori. Ben più effimera ma similmente deludente si rivelò anche la partecipazione alla Coppa Italia, da cui i bianconeri erano stati eliminati già in ottobre, cadendo abbastanza inaspettatamente al secondo turno contro i cadetti del Venezia.
Sul piano personale Roberto Baggio si confermò migliore goleador stagionale della Juventus, con 17 reti in Serie A che gli valsero il terzo posto nella classifica marcatori (in coabitazione col granata Silenzi), dietro al parmense Zola e al capocannoniere, il laziale Signori. Le prestazioni offerte a livello internazionale dal capitano bianconero nel corso dell'anno solare gli valsero, sul finire del 1993, l'assegnazione dei due massimi riconoscimenti individuali dell'epoca, il Pallone d'oro di France Football (svettando in una classifica che vide, in undicesima posizione, anche l'altro juventino Möller) e il World Player of the Year della FIFA.
In quest'annata iniziò inoltre a mettersi in mostra un giovane astro nascente, il diciottenne Alessandro Del Piero, promettente attaccante arrivato a Torino in estate e impegnato nella spola tra la squadra giovanile di Antonello Cuccureddu – con cui conquisterà Torneo di Viareggio e Campionato Primavera – e la prima squadra del Trap: colui che diverrà la bandiera juventina dei due decenni successivi realizzò il 19 settembre 1993, una settimana dopo l'esordio assoluto in maglia bianconera, la prima delle sue future 290 reti all'ombra della Mole, siglando il definitivo 4-0 interno alla Reggiana.
La stagione chiuse di fatto un'epoca nella storia della Juventus. Coi nomi dell'emergente tecnico Marcello Lippi e dei dirigenti Luciano Moggi e Antonio Giraudo che già iniziavano a circolare nell'ambiente, a fine campionato Trapattoni lasciò la squadra che aveva allenato a periodi alterni per tredici anni (1976-1986 e 1991-1994), accettando la corte del Bayern Monaco, mentre ben più rumore fecero le dimissioni di Boniperti dalla società che l'aveva visto alla testa per oltre vent'anni, dapprima come presidente (1971-1990) e poi come amministratore delegato (1991-1994).

## Divise e sponsor

Il neoacquisto Andrea Fortunato in azione con la seconda divisa gialloblù

Il fornitore tecnico per la stagione 1993-1994 fu Kappa, mentre lo sponsor ufficiale fu Danone.
| Casa | Trasferta | Portiere |

## Rosa
| N. |                     | Ruolo | Calciatore              |
| -- | ------------------- | ----- | ----------------------- |
|    | Italia (bandiera)   | P     | Fabio Marchioro         |
|    | Italia (bandiera)   | P     | Angelo Peruzzi          |
|    | Italia (bandiera)   | P     | Michelangelo Rampulla   |
|    | Italia (bandiera)   | P     | Lorenzo Squizzi         |
|    | Italia (bandiera)   | D     | Francesco Baldini       |
|    | Italia (bandiera)   | D     | Tommy Beltrame          |
|    | Italia (bandiera)   | D     | Massimo Carrera         |
|    | Italia (bandiera)   | D     | Alessandro Dal Canto    |
|    | Italia (bandiera)   | D     | Marco Antonio De Marchi |
|    | Italia (bandiera)   | D     | Andrea Fortunato        |
|    | Italia (bandiera)   | D     | Gianluca Francesconi    |
|    | Italia (bandiera)   | D     | Massimiliano Giacobbo   |
|    | Brasile (bandiera)  | D     | Júlio César             |
|    | Germania (bandiera) | D     | Jürgen Kohler           |
|    | Italia (bandiera)   | D     | Massimiliano Notari     |
|    | Italia (bandiera)   | D     | Sergio Porrini          |
|    | Italia (bandiera)   | D     | Daniel Terrera          |
|    | Italia (bandiera)   | D     | Moreno Torricelli       |
|    | Italia (bandiera)   | C     | Dino Baggio             |

| N. |                           | Ruolo | Calciatore                |
| -- | ------------------------- | ----- | ------------------------- |
|    | Italia (bandiera)         | C     | Alessandro Bedin          |
|    | Italia (bandiera)         | C     | Jonathan Binotto          |
|    | Italia (bandiera)         | C     | Guido Bonadio             |
|    | Italia (bandiera)         | C     | Antonio Conte             |
|    | Italia (bandiera)         | C     | Loris Del Nevo            |
|    | Italia (bandiera)         | C     | Angelo Di Livio           |
|    | Italia (bandiera)         | C     | Roberto Galia             |
|    | Costa d'Avorio (bandiera) | C     | Christian Manfredini      |
|    | Italia (bandiera)         | C     | Giancarlo Marocchi        |
|    | Germania (bandiera)       | C     | Andreas Möller            |
|    | Italia (bandiera)         | C     | Marco Moro                |
|    | Italia (bandiera)         | C     | Roberto Ricca             |
|    | Italia (bandiera)         | A     | Roberto Baggio (capitano) |
|    | Croazia (bandiera)        | A     | Zoran Ban                 |
|    | Italia (bandiera)         | A     | Fabrizio Cammarata        |
|    | Italia (bandiera)         | A     | Alessandro Del Piero      |
|    | Italia (bandiera)         | A     | Federico Giampaolo        |
|    | Italia (bandiera)         | A     | Fabrizio Ravanelli        |
|    | Italia (bandiera)         | A     | Gianluca Vialli           |

## Risultati

### Serie A

#### Girone di andata
| Arbitro: | Arena (Ercolano) |

|           |           |  |
| Möller 5’ | Marcatori |  |

| Arbitro: | Beschin (Legnago) |

|                     |           |            |
| Balbo 34’ Muzzi 81’ | Marcatori | 78’ Möller |

| Arbitro: | Baldas (Trieste) |

|                                       |           |            |
| A. Conte 28’ R. Baggio 47’ Möller 64’ | Marcatori | 27’ Gullit |

| Arbitro: | Amendolia (Messina) |

|         |           |               |
| Roy 63’ | Marcatori | 68’ Ravanelli |

| Arbitro: | Quartuccio (Torre Annunziata) |

|                                                      |           |  |
| Ravanelli 56’ Möller 58’ R. Baggio 77’ Del Piero 81’ | Marcatori |  |

| Arbitro: | Boggi (Salerno) |

|              |           |                      |
| Baldieri 23’ | Marcatori | 68’ (rig.) R. Baggio |

| Arbitro: | Cesari (Genova) |

|                                   |           |                             |
| A. Conte 9’ Möller 30’ Kohler 79’ | Marcatori | 12’ D. Fortunato 37’ Sergio |

| Arbitro: | Rodomonti (Teramo) |

|                                 |           |          |
| R. Baggio 56’ (rig.) Möller 60’ | Marcatori | 70’ Ganz |

| Arbitro: | Luci (Firenze) |

|               |           |                      |
| Albertini 75’ | Marcatori | 61’ (rig.) R. Baggio |

| Arbitro: | Boggi (Salerno) |

|                                                  |           |  |
| R. Baggio 35’ (rig.), 56’, 77’ (rig.) Möller 51’ | Marcatori |  |

| Arbitro: | Bazzoli (Merano) |

|                            |           |  |
| Zola 83’ Brolin 87’ (rig.) | Marcatori |  |

| Arbitro: | Braschi (Prato) |

|            |           |              |
| Kohler 85’ | Marcatori | 67’ Oliveira |

| Arbitro: | Cesari (Genova) |

|                      |           |                          |
| Sosa 33’, 90’ (rig.) | Marcatori | 55’ R. Baggio 77’ Möller |

| Arbitro: | Luci (Firenze) |

|                    |           |  |
| Ferrara 28’ (aut.) | Marcatori |  |

| Arbitro: | Ceccarini (Livorno) |

|                                            |           |                  |
| Kohler 49’ (aut.) Bokšić 59’ Gascoigne 90’ | Marcatori | 54’ A. Fortunato |

| Arbitro: | Quartuccio (Torre Annunziata) |

|                            |           |  |
| A. Conte 61’ Ravanelli 87’ | Marcatori |  |

| Arbitro: | Collina (Viareggio) |

|  |           |                                                     |
|  | Marcatori | 19’ Marocchi 49’ (aut.) S. Pellegrini 62’ R. Baggio |

#### Girone di ritorno
| Arbitro: | Cinciripini (Ascoli Piceno) |

|                  |           |               |
| Giandebiaggi 43’ | Marcatori | 25’ R. Baggio |

| Torino 16 gennaio 1994, ore 14:30 CET 19ª giornata | Juventus         | 0 – 0 referto | Roma | Stadio delle Alpi\| Arbitro: \| Cardona (Milano) \| |
| Arbitro:                                           | Cardona (Milano) |               |      |                                                     |

| Arbitro: | Ceccarini (Livorno) |

|                     |           |               |
| Lombardo 28’ (rig.) | Marcatori | 81’ Ravanelli |

| Arbitro: | Beschin (Legnago) |

|                             |           |  |
| Ravanelli 70’ R. Baggio 80’ | Marcatori |  |

| Reggio Emilia 6 febbraio 1994, ore 14:30 CET 22ª giornata | Reggiana            | 0 – 0 referto | Juventus | Stadio comunale Mirabello\| Arbitro: \| Collina (Viareggio) \| |
| Arbitro:                                                  | Collina (Viareggio) |               |          |                                                                |

| Arbitro: | Brignoccoli (Ancona) |

|                                                         |           |          |
| Möller 2’ Marocchi 25’ Ravanelli 26’, 67’ R. Baggio 51’ | Marcatori | 60’ Ayew |

| Arbitro: | Nicchi (Arezzo) |

|                  |           |               |
| D. Fortunato 64’ | Marcatori | 54’ R. Baggio |

| Arbitro: | Baldas (Trieste) |

|         |           |                                        |
| Ganz 6’ | Marcatori | 52’ A. Conte 81’ (rig.), 84’ R. Baggio |

| Arbitro: | Collina (Viareggio) |

|  |           |            |
|  | Marcatori | 60’ Eranio |

| Arbitro: | Arena (Ercolano) |

|             |           |               |
| Galante 88’ | Marcatori | 36’ Del Piero |

| Arbitro: | Stafoggia (Pesaro) |

|                                       |           |  |
| Del Piero 20’, 57’, 87’ Ravanelli 77’ | Marcatori |  |

| Arbitro: | Rosica (Roma) |

|  |           |                      |
|  | Marcatori | 83’ (rig.) Ravanelli |

| Arbitro: | Bazzoli (Merano) |

|                     |           |  |
| R. Ferri 85’ (aut.) | Marcatori |  |

| Napoli 10 aprile 1994, ore 16:00 CEST 31ª giornata | Napoli            | 0 – 0 referto | Juventus | Stadio San Paolo\| Arbitro: \| Beschin (Legnago) \| |
| Arbitro:                                           | Beschin (Legnago) |               |          |                                                     |

| Arbitro: | Racalbuto (Gallarate) |

|                                                               |           |             |
| Vialli 7’, 73’, 83’ Bacci 10’ (aut.) Kohler 14’ R. Baggio 89’ | Marcatori | 57’ Signori |

| Piacenza 24 aprile 1994, ore 16:00 CEST 33ª giornata | Piacenza           | 0 – 0 referto | Juventus | Stadio Comunale\| Arbitro: \| Stafoggia (Pesaro) \| |
| Arbitro:                                             | Stafoggia (Pesaro) |               |          |                                                     |

| Arbitro: | Ceccarini (Livorno) |

|            |           |  |
| Vialli 44’ | Marcatori |  |

### Coppa Italia

#### Turni eliminatori
| Arbitro: | Fucci (Salerno) |

|                      |           |                       |
| R. Baggio 33’ (rig.) | Marcatori | 45’ (rig.) Campilongo |

| Arbitro: | Ceccarini (Livorno) |

|                                                    |           |                                                |
| Campilongo 46’, 70’ (rig.), 82’ (rig.) Cerbone 86’ | Marcatori | 45’ Marocchi 78’ (rig.) R. Baggio 88’ Di Livio |

### Coppa UEFA
| Arbitro: | Wieser |

|                                  |           |  |
| R. Baggio 49’, 86’ Ravanelli 70’ | Marcatori |  |

| Arbitro: | Nielsen |

|  |           |              |
|  | Marcatori | 53’ Marocchi |

| Arbitro: | Piraux |

|             |           |            |
| Frigård 89’ | Marcatori | 61’ Kohler |

| Arbitro: | Vassilakīs |

|                          |           |  |
| Möller 27’ Ravanelli 68’ | Marcatori |  |

| Arbitro: | Heynemann |

|                                              |           |  |
| Möller 4’ R. Baggio 70’ (rig.) Ravanelli 76’ | Marcatori |  |

| Arbitro: | Puhl |

|                            |           |            |
| Aguilera 37’ Del Solar 88’ | Marcatori | 86’ Möller |

| Arbitro: | Mikkelsen |

|                 |           |  |
| Dely Valdés 60’ | Marcatori |  |

| Arbitro: | Wójcik |

|               |           |                                |
| D. Baggio 23’ | Marcatori | 33’ Firicano 61’ Luís Oliveira |

## Statistiche

### Statistiche di squadra
| Competizione | Punti | In casa | In casa | In casa | In casa | In casa | In casa | In trasferta | In trasferta | In trasferta | In trasferta | In trasferta | In trasferta | Totale | Totale | Totale | Totale | Totale | Totale | D.R. |
| Competizione | Punti | G       | V       | N       | P       | Gf      | Gs      | G            | V            | N            | P            | Gf           | Gs           | G      | V      | N      | P      | Gf     | Gs     | D.R. |
| ------------ | ----- | ------- | ------- | ------- | ------- | ------- | ------- | ------------ | ------------ | ------------ | ------------ | ------------ | ------------ | ------ | ------ | ------ | ------ | ------ | ------ | ---- |
| Serie A      | 47    | 17      | 14      | 2       | 1       | 40      | 7       | 17           | 3            | 11           | 3            | 18           | 18           | 34     | 17     | 13     | 4      | 58     | 25     | +33  |
| Coppa Italia | -     | 1       | -       | 1       | -       | 1       | 1       | 1            | -            | -            | 1            | 3            | 4            | 2      | -      | 1      | 1      | 4      | 5      | -1   |
| Coppa UEFA   | -     | 4       | 3       | -       | 1       | 9       | 2       | 4            | 1            | 1            | 2            | 4            | 5            | 8      | 4      | 2      | 2      | 13     | 7      | +6   |
| Totale       | -     | 24      | 17      | 3       | 2       | 50      | 10      | 24           | 4            | 12           | 6            | 25           | 27           | 44     | 23     | 16     | 7      | 75     | 37     | +38  |

## Giovanili

La squadra Primavera di Cuccureddu festeggia la vittoria dello scudetto di categoria

### Organigramma
Area tecnica
Settore giovanile
- Primavera
  - Allenatore: Antonello Cuccureddu

### Piazzamenti
- Primavera:
  - Campionato: vincitrice[22]
  - Coppa Italia: ?
  - Torneo di Viareggio: vincitrice[21]